# Anodonta
Anodonta es un género de almeja de agua dulce (molusco bivalvo) de la familia Unionidae.

## Especies
Las especies actuales son:
- Anodonta anatina (Linnaeus, 1758)
- Anodonta beringiana Middendorff, 1851
- Anodonta californiensis Lea, 1852
- Anodonta cygnea (Linnaeus, 1758)
- Anodonta cyrea Drouët, 1881
- Anodonta dejecta Lewis, 1875
- Anodonta impura Say, 1829
- Anodonta kennerlyi Lea, 1860
- Anodonta lurulenta Morelet, 1849
- Anodonta nuttalliana Lea, 1838
- Anodonta oregonensis Lea, 1838
- Anodonta pseudodopsis Locard, 1883
- Anodonta vescoiana Bourguignat, 1856

Además, existen dos especies fósiles:
- † Anodonta johnseni
- † Anodonta truncilla